# Akram Afif
Akram Hassan Afif Yahya Afif - em árabe, أَكْرَم حَسَن عَفِيف يَحْيَى عَفِيف (Doha, 18 de novembro de 1996) é um futebolista qatari que atua como atacante. Atualmente está sem clube.

## Carreira
Akram Afif começou a carreira no KAS Eupen.

## Títulos
Al-Sadd
- Liga do Catar: 2018–19, 2020–21, 2021–22
- Copa do Emir: 2020, 2021
- Copa do Catar: 2020, 2021
- Supercopa do Catar: 2019
- Copa das Estrelas do Catar: 2019

Seleção Catari
- Copa da Ásia: 2019, 2023

### Prêmios individuais
- Melhor Jogador da Liga do Catar: 2018–19, 2019–20, 2021–22
- Melhor Jogador da Copa da Ásia: 2023
- Jogador com mais participações em gols na Copa da Ásia de 2023
- Melhor jogador do Catar na Copa da Ásia de 2023
- Melhor nota em uma partida na Copa da Ásia de 2023
- Seleção do Campeonato da Copa da Ásia de 2023
- Melhor Futebolista da Ásia: 2024[2]

### Artilharias
- Liga do Catar de 2019–20: (15 gols)
- Copa da Ásia de 2023: (8 gols)

### Líder de assistências
- Copa da Ásia de 2023: (3 assistências)